# Jagger-Richards

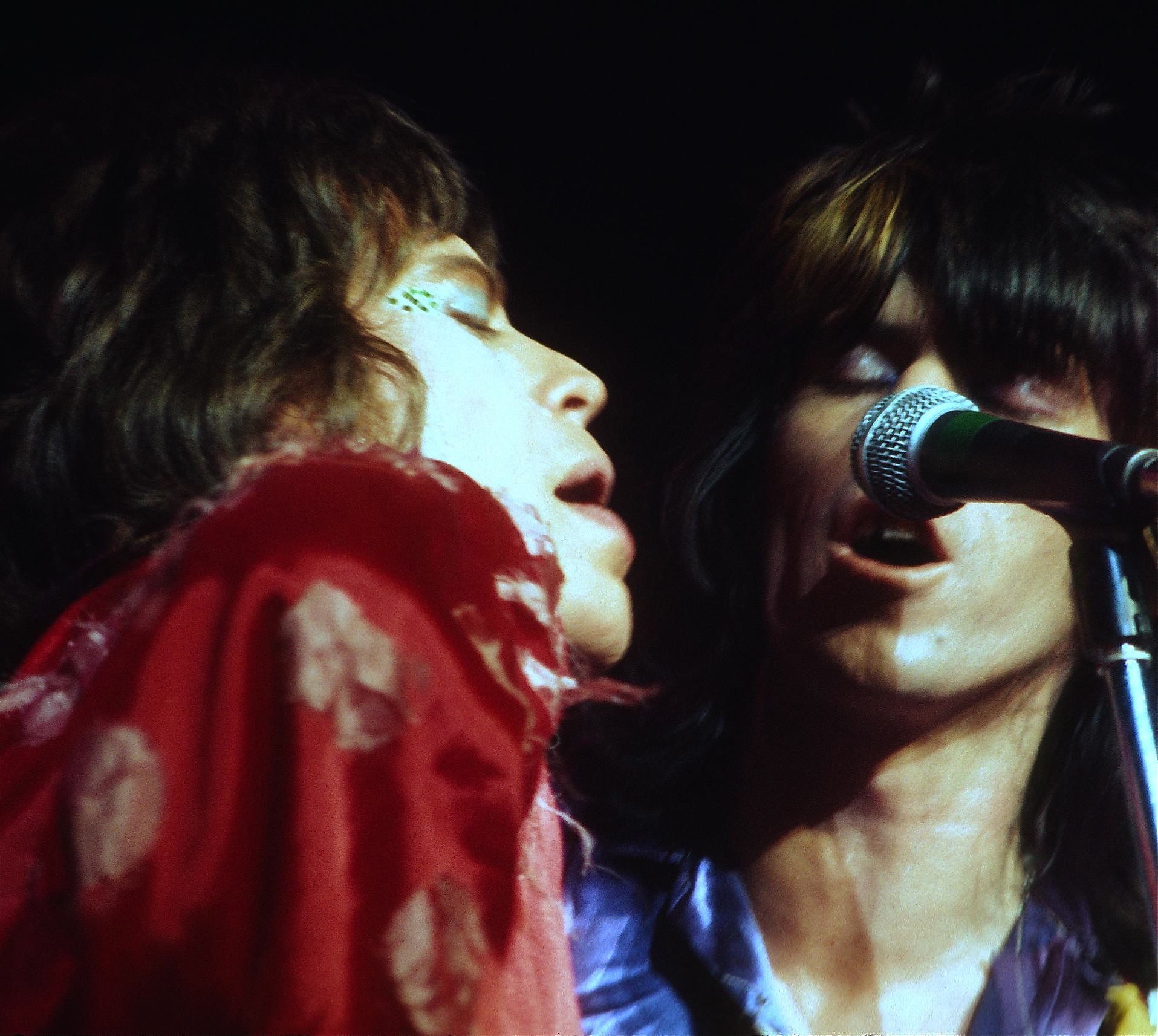
Jagger (izquierda) y Richards (derecha) en junio de 1972 en Winterland en San Francisco.

Jagger-Richards (escrito Jagger-Richard de 1963 a 1978) es la asociación de composición de canciones entre los músicos ingleses Mick Jagger y Keith Richards (ambos nacidos en 1943), miembros fundadores de la banda de rock The Rolling Stones. Son una de las asociaciones de composición de canciones más exitosas de la historia. Además de la asociación de compositores de Jagger y Richards, también han producido o coproducido numerosos álbumes de los Rolling Stones bajo el seudónimo de The Glimmer Twins.
De manera similar a la asociación de compositores ingleses contemporáneos de John Lennon y Paul McCartney, tanto Jagger como Richards escriben letras y música.

## Historia

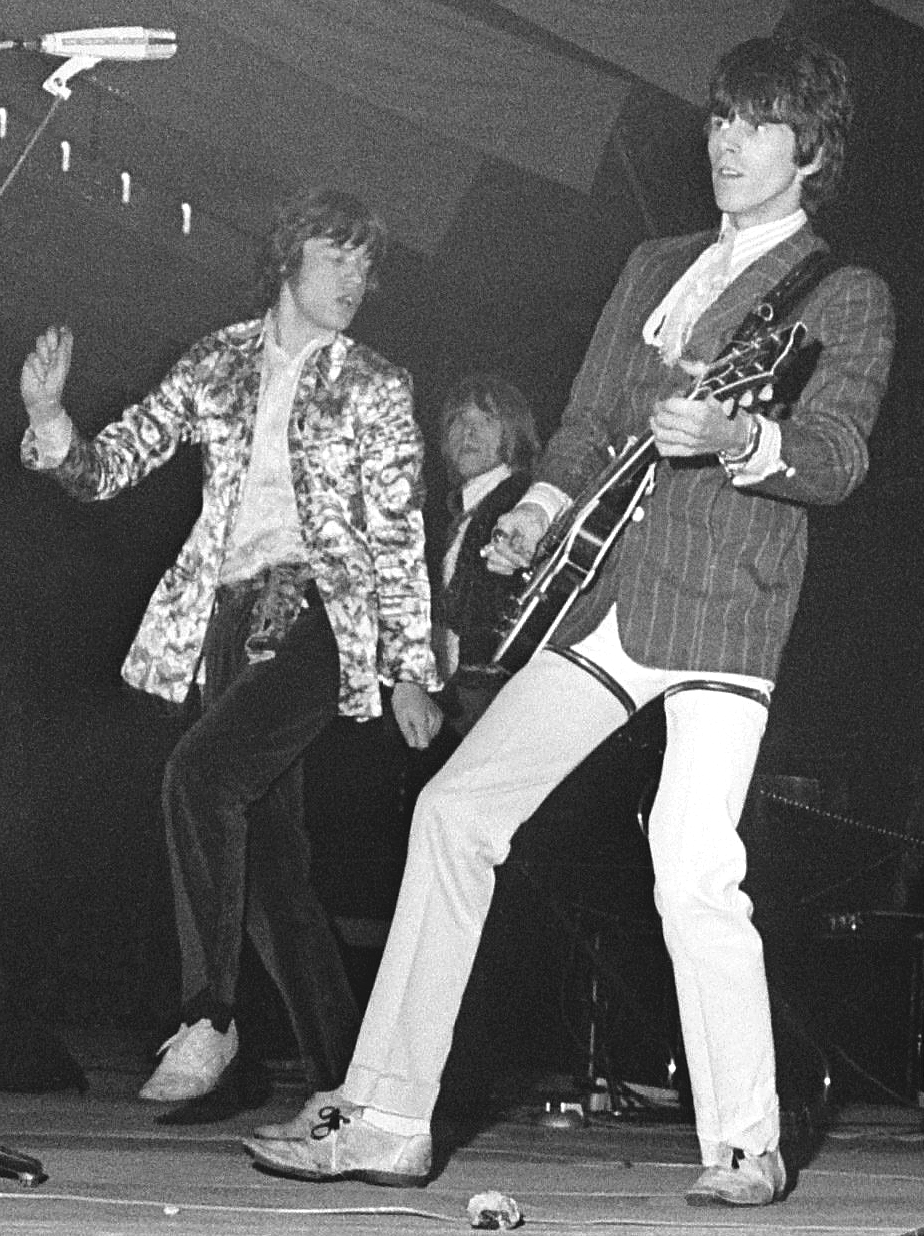
Jagger (izquierda) y Richards (derecha) actuando con Brian Jones (centro) y los Rolling Stones en 1967.

Jagger y Richards tienen recuerdos diferentes sobre sus primeros esfuerzos como compositores, pero ambos atribuyen crédito a su mánager Andrew Loog Oldham como el catalizador de su colaboración. Richards está de acuerdo en que fue Oldham quien presionó a la pareja para que escribieran canciones después de que el dúo enfatizara por primera vez el material de otras personas; Oldham notó que no había muchas canciones geniales y oscuras que la banda pudiera cubrir. Richards recordó:

So what Andrew Oldham did was lock us up in the kitchen for a night and say, "Don't come out without a song." We sat around and came up with "As Tears Go By". It was unlike most Rolling Stones material, but that's what happens when you write songs, you immediately fly to some other realm. The weird thing is that Andrew found Marianne Faithfull at the same time, bunged it to her and it was a fuckin' hit for her – we were songwriters already! But it took the rest of that year to dare to write anything for the Stones.
Así que lo que hizo Andrew Oldham fue encerrarnos en la cocina por una noche y decirnos: «No salgan sin una canción». Nos sentamos y se nos ocurrió «As Tears Go By». No se parecía a la mayoría del material de los Rolling Stones, pero eso es lo que sucede cuando escribes canciones, inmediatamente vuelas a otro reino. Lo extraño es que Andrew encontró a Marianne Faithfull al mismo tiempo, se lo dio y fue un jodido éxito para ella. – ¡Ya éramos compositores! Pero tomó el resto de ese año para atreverse a escribir algo para los Stones.

Jagger lo recordó de otra manera:

Keith likes to tell the story about the kitchen, God bless him. I think Andrew may have said something at some point along the lines of "I should lock you in a room until you've written a song" and in that way he did mentally lock us in a room, but he didn't literally lock us in. One of the first songs we came out with was that tune for George Bean, the very memorable "It Should Be You".
A Keith le gusta contar la historia de la cocina, Dios lo bendiga. Creo que Andrew pudo haber dicho en algún momento algo así como «Debería encerrarlos en una habitación hasta que hayan escrito una canción» y de esa manera nos encerró mentalmente en una habitación, pero no nos encerró literalmente. Una de las primeras canciones que sacamos fue esa melodía de George Bean, la memorable «It Should Be You».

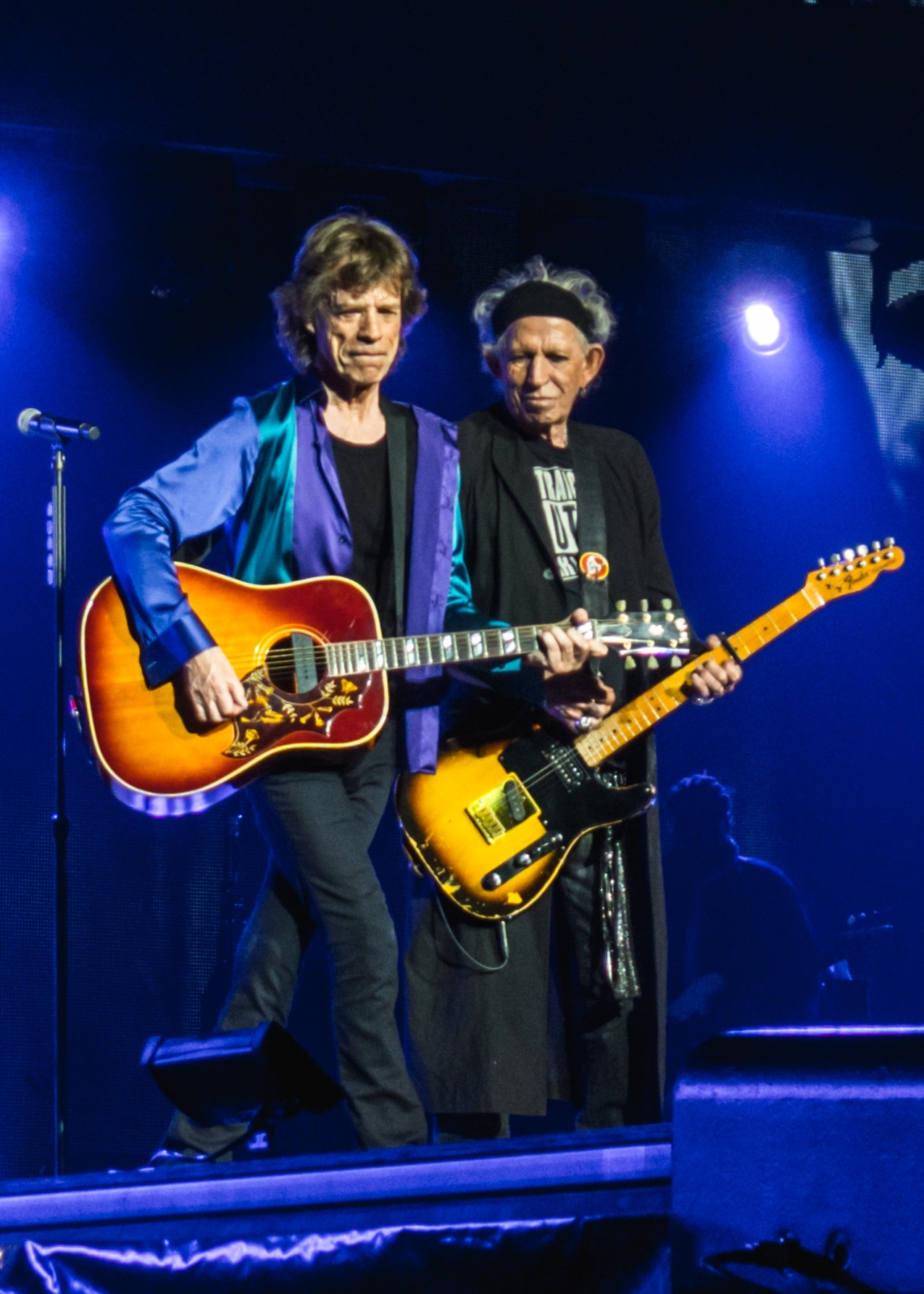
Jagger (izquierda) y Richards (derecha) actuando con los Rolling Stones en Estocolmo, Suecia, durante el No Filter Tour en 2017.

Según John Lennon, él y Paul McCartney podrían haber sido fundamentales para inspirar a Jagger y Richards a comenzar a escribir su propio material. En 1963 Lennon y McCartney regalaron a los Stones una de sus composiciones, «I Wanna Be Your Man». En una entrevista para Playboy en 1980, Lennon recordó:

We were taken down to meet them at the club where they were playing in Richmond by Brian Epstein and some other guy. They wanted a song and we went to see what kind of stuff they did. Mick and Keith heard we had an unfinished song – Paul just had this bit and we needed another verse or something. We sort of played it roughly to them and they said, "Yeah, OK, that's our style." But it was only really a lick, so Paul and I went off in the corner of the room and finished the song off while they were all still sitting there talking. We came back, and that's how Mick and Keith got inspired to write ... because, "Jesus, look at that. They just went in the corner and wrote it and came back!" You know, right in front of their eyes we did it. So we gave it to them.
Brian Epstein y otro tipo nos llevaron a reunirnos con ellos en el club donde tocaban en Richmond. Querían una canción y fuimos a ver qué tipo de cosas hacían. Mick y Keith escucharon que teníamos una canción sin terminar. – Paul acababa de tener esta parte y necesitábamos otro verso o algo así. Se la tocamos de manera tosca y dijeron: «Sí, está bien, ese es nuestro estilo». Pero en realidad fue solo un corte, así que Paul y yo nos fuimos a un rincón de la habitación y terminamos la canción mientras todos seguían sentados hablando. Regresamos, y así fue como Mick y Keith se inspiraron para escribir .... porque, «Jesús, mira eso. ¡Simplemente fueron a un rincón, lo escribieron y regresaron!». Ya sabes, justo delante de sus ojos lo hicimos. Entonces se la dimos.

La primera canción original de Jagger/Richards que se lanzó como lado A de un sencillo de los Rolling Stones fue «Tell Me (You're Coming Back)», de su álbum debut. Lanzado como sencillo únicamente en los EE. UU., alcanzó el puesto 24 en las listas de ese país. El anterior «Good Times, Bad Times» había sido lanzado como lado B de su versión de «It's All Over Now» de Bobby y Shirley Womack. El primer sencillo de la banda en el Reino Unido con un original de Jagger/Richards en el lado A fue «The Last Time»; lanzado en febrero de 1965, alcanzó el número uno en el Reino Unido y el número nueve en Estados Unidos.
Aunque la mayoría de las composiciones de Jagger/Richards han sido colaboraciones, algunas de las canciones acreditadas a la asociación han sido escritas en solitario por Jagger, cuyos ejemplos incluyen «Sympathy for the Devil» y «Brown Sugar», o Richards, cuyos ejemplos incluyen «Happy», «Ruby Tuesday» y «Little T&A». Esto es comparable a la sociedad Lennon-McCartney, que también se adhirió a una tradición de créditos conjuntos incluso en números escritos por solo uno de los dos. Mick Jagger afirmó en su exhaustiva entrevista de 1995 con Jann Wenner de la revista Rolling Stone: «Creo que al final todo se equilibra».
El 26 de junio de 2013, los créditos de composición del dúo fueron entregados a BMG, siendo la primera vez que serían administrados por una empresa externa en más de 40 años.

## Co-créditos
Jagger y Richards han compartido créditos con muy pocos otros. Entre ellos están:
| Coescritor            | Canción | Notas |
| --------------------- | --- | --- |
| Andrew Loog Oldham    | «As Tears Go By» | |
| Marianne Faithfull    | «Sister Morphine» | |
| Mick Taylor           | «Ventilator Blues», «Criss Cross» | Guitarrista de los Stones de 1969 a 1974. Taylor ha declarado que dejó los Rolling Stones en parte porque no le dieron créditos como coautor de material por el que sentía que debería haber recibido crédito.                                                                                     |
| Ronnie Wood           | «Dance (Pt. 1)», «If I Was A Dancer (Dance Pt. 2)», «Everything Is Turning to Gold», «Black Limousine», «No Use in Crying», «Pretty Beat Up», «One Hit (To the Body)», «Fight», «Dirty Work», «Had It With You» and «When You're Gone» | Guitarrista de los Rolling Stones desde 1976. Se le acredita como «Inspiración de Ronnie Wood» en «It's Only Rock 'n' Roll (But I Like It)» y «Hey Negrita». |
| Billy Preston         | «Melody» | Preston es acreditado como «Inspiración de Billy Preston». |
| Chuck Leavell         | «Back to Zero» | Leavell ha actuado como tecladista de los Rolling Stones desde 1982. |
| Steve Jordan          | «Almost Hear You Sigh», «One More Shot» | Jordan, un popular baterista y productor, ha aparecido en los proyectos en solitario de los Rolling Stones, quizás más visibles como miembro del John Mayer Trio o el de Keith Richards and the X-pensive Winos. Más tarde tocó la batería con los Rolling Stones tras la muerte de Charlie Watts. |
| k. d. lang y Ben Mink | «Anybody Seen My Baby?» | Lang y Mink no participaron en la composición de «Anybody Seen My Baby?»; se les dieron créditos de coautoría cuando, antes del lanzamiento de la canción, una de las hijas de Keith Richards señaló una similitud con «Constant Craving», del álbum Ingénue de Lang de 1992.                      |
| Pierre de Beauport    | «Thief in the Night» | Técnico de guitarra de Richards y también ingeniero de grabación que comezcló la canción. |

## Composiciones de Jagger-Richards publicadas únicamente por otros artistas
Las composiciones de Jagger-Richards que han sido lanzadas únicamente por artistas distintos de The Rolling Stones incluyen:
- «That Girl Belongs to Yesterday», un sencillo de enero de 1964 de Gene Pitney.
- «Will You Be My Lover Tonight»/«It Should Be You», un sencillo de enero de 1964 de George Bean.
- «Each and Every Day», lado B del sencillo de febrero de 1964 «All I Want Is My Baby» de Bobby Jameson (London 45–9730). El lado A fue coescrito por Richards y Andrew Loog Oldham.[18]
- «Shang a Doo Lang», sencillo de marzo de 1964 de Adrienne Posta.
- «So Much in Love», un sencillo de agosto de 1964 de The Mighty Avengers, también grabado por The Herd (con Peter Frampton y Louis Cennamo) en 1966 y The Lonely Boys para su álbum homónimo de 1996.
- «Act Together», en el LP de septiembre de 1974 de Ronnie Wood, I've Got My Own Album to Do y el concierto asociado The First Barbarians: Live from Kilburn de julio de 1974 (lanzado en octubre de 2007).
- «Sure the One You Need», en Ive Got My Own Album to Do de Wood y The First Barbarians: Live from Kilburn ; y en el álbum del concierto de mayo de 1979 de The New Barbarians, Buried Alive: Live in Maryland (lanzado en octubre de 2006).
- «Lonely at the Top», en el LP de Mick Jagger de febrero de 1985, She's the Boss.

## Producción como The Glimmer Twins y origen del nombre
Jagger y Richards adoptaron el apodo de «The Glimmer Twins» («Los gemelos Glimmer», o más literalmente «Los gemelos Destello») después de un crucero de vacaciones que hicieron a Brasil en diciembre de 1968 y enero de 1969 con sus entonces novias, Marianne Faithfull y Anita Pallenberg. Una pareja inglesa mayor en el barco se mantuvo preguntando a Richards y Jagger quiénes eran. Cuando se negaron a revelar sus identidades, la mujer supuestamente siguió preguntando, «just give us a glimmer» (literalmente «solo danos un destello», una frase usada en inglés como en «danos una pista sobre quién eres»), lo que divirtió a Jagger y Richards.
Jagger y Richards comenzaron a producir los álbumes de los Stones bajo el seudónimo de «The Glimmer Twins» comenzando con It's Only Rock 'n' Roll (lanzado en 1974). The Glimmer Twins fueron los únicos productores acreditados de los álbumes de estudio y en vivo de la banda desde entonces, hasta Still Life (lanzado en 1982). A partir de Undercover (lanzado en 1983), The Glimmer Twins han compartido el crédito de producción de los álbumes de los Rolling Stones con otros productores, más frecuentemente Don Was (cinco veces) y Chris Kimsey (tres veces).
Además de su trabajo de producción para los Rolling Stones, Jagger y Richards también utilizaron el seudónimo The Glimmer Twins para su crédito de coproducción en el álbum Bush Doctor de Peter Tosh, lanzado en 1978. Una rara excepción al uso por parte de Jagger y Richards del nombre The Glimmer Twins para los créditos de producción apareció en el álbum Pay Pack & Follow de John Phillips, grabado entre 1973 y 1979 y lanzado en 2001, por el cual Jagger y Richards fueron acreditados como productores bajo sus propios nombres.

## Legado
La asociación de Jagger y Richards ha sido descrita por Rolling Stone como el sexto mejor compositor de todos los tiempos. Rolling Stone considera que el dúo «definió los componentes esenciales de una canción de rock... y estableció un modelo a seguir para los futuros rockeros».